# Llista de compositors del Classicisme
Aquesta és una llista dels compositors més rellevants del Classicisme i dels períodes de transició, ordenats cronològicament i distribuïts per períodes.

## Compositors del període de transició entre el Barroc i el Classicisme (nascuts abans del 1710)
- Domenico Scarlatti (1685 - 1757)
- Giovanni Battista Sammartini (c1701 - 1775)
- Johann Ernst Eberlin (1702 - 1762)
- Carl Heinrich Graun (c1703-1759)
- Carlos Seixas (1704-1742)
- Baldassare Galuppi (1706 - 1785)
- Giovanni Battista Pergolesi (1710 - 1736)
- Domenico Alberti (1710 - 1740)
- Wilhelm Friedemann Bach (1710 – 1784)
- Thomas Arne (1710 - 1778)

## Compositors del Classicisme primerenc (nascuts entre el 1710-1730)
- William Boyce (1711 - 1779)
- Frederic el Gran (1712-1786)
- John Stanley (1712 - 1786)
- Niccolò Jommelli (1714 - 1774)
- Christoph Willibald Gluck (1714 - 1787)
- Carl Philipp Emanuel Bach (1714 - 1788)
- Georg Christoph Wagenseil (1715 - 1777)
- Johann Wenzel Anton Stamitz (1717 - 1757)
- Leopold Mozart (1719 - 1787)
- Johann Philipp Kirnberger (1721 - 1783)
- Karl Friedrich Abel (1723 - 1787)
- Johann Gottlieb Goldberg (1727 – 1756)
- Tommaso Traetta (1727 - 1779)
- Armand-Louis Couperin (1727 - 1789)
- Niccolò Piccinni (1728 - 1800)
- Florian Leopold Gassmann (1729 - 1774)
- Giuseppe Sarti (1729 - 1802)
- Antoni Soler (1729 - 1783)

## Compositors del Classicisme mitjà (nascuts entre el 1730-1750)
- Antonio Sacchini (1730 - 1786)
- Christian Cannabich (1731 - 1798)
- Elisabetta de Gambarini (1731–1765)
- Joseph Haydn (1732 - 1809)
- François-Joseph Gossec (1734 - 1829)
- Johann Gottfried Eckard (1735 - 1809)
- Johann Christian Bach (1735 - 1782)
- Johann Georg Albrechtsberger (1736 - 1809)
- Michael Haydn (1737 - 1806)
- Anselm Viola (1738 - 1798), compositor català de l'escola de Montserrat.
- Karl Ditters von Dittersdorf (1739 - 1799)
- Johann Baptist Wanhal (1739 - 1813)
- Anna Amàlia de Brunsvic-Wolfenbüttel (1739–1807)
- Isabelle de Charrière (1740–1805)
- Andrea Luchesi (1741-1801)
- André Ernest Modeste Grétry (1741 - 1813)
- Giovanni Paisiello (1741 - 1816)
- Luigi Boccherini (1743 - 1805)
- Carl Stamitz (1745 - 1801)
- Narcís Casanoves (1747 - 1799), compositor català de l'escola de Montserrat.
- Leopold Kozeluch (1747 - 1818)
- Domenico Cimarosa (1749 - 1801)

## Compositors del Classicisme tardà (nascuts entre el 1750-1770)
- Antonio Salieri (1750 - 1825)
- Antonio Rosetti (1750 - 1792)
- Dmitri Bortnianski (1751 - 1825)
- Maria Anna Mozart (1751–1829)
- Muzio Clementi (1752 - 1832)
- Nicola Antonio Zingarelli (1752 - 1837)
- Jean-Baptiste Bréval (1753 - 1823)
- Vicent Martín i Soler (1754 - 1806)
- Antonio Capuzzi (1755 - 1818)
- Wolfgang Amadeus Mozart (1756 - 1791)
- Joseph Martin Kraus (1756 - 1792)
- Paul Wranitzky (1756 - 1808)
- Ignaz Pleyel (1757 - 1831)
- François Devienne (1759 - 1803)
- Franz Vinzenz Krommer (1759 - 1831)
- Maria Theresa von Paradis (1759 - 1824)
- Luigi Cherubini (1760 - 1842)
- Jan Ladislav Dussek (1760 - 1812)
- Franz Danzi (1763 - 1826)
- Adalbert Gyrowetz (1763 - 1850)
- Étienne Méhul (1763-1817)
- Johann Simon Mayr (1763 - 1845)
- Anton Eberl (1765-1807), compositor austríac de transició cap al Romanticisme i principal competidor de Beethoven a Viena.
- Franz Xaver Süssmayr (1766 - 1803)
- Samuel Wesley (1766 - 1837)
- José Maurício Nunes Garcia (1767 - 1830)
- Carles Baguer (1768 - 1808)
- Johann Georg Heinrich Backofen (1768 - 1830)

## Compositors del període de transició entre Classicisme i Romanticisme (nascuts entre el 1770-1800)
- Ludwig van Beethoven (1770-1827), compositor alemany, sovint classificat com el primer compositor romàntic i un dels més destacats compositors de la història.
- Ferdinando Carulli (1770 - 1841)
- Ferdinando Paër (1771 - 1839), compositor italià d'òpera.
- Gaspare Spontini (1774–1851)
- João Domingos Bomtempo (1775-1842)
- Johann Nepomuk Hummel (1778 - 1837), compositor alemany. La seva música representa un pont entre el període clàssic i el romàntic.
- Ferran Sors (1778 - 1839), compositor i guitarrista català.
- John Field (1782 - 1837), compositor i pianista irlandès, conegut especialment pels seus nocturns.
- Niccolò Paganini (1782 - 1840), compositor i violinista virtuós italià.
- Daniel Auber (1782 - 1871), compositor d'òpera francès, famós a la seva època però rarament programat en l'actualitat.
- Louis Spohr (1784 - 1859), compositor alemany.
- Bettina Brentano (1785–1859)
- Isabella Colbran (1785–1845)
- Pietro Raimondi (1786 - 1853), compositor italià d'òpera i música sacra, remarcable pels seus innovadors experiments contrapuntístics.
- Carl Maria von Weber (1786 - 1826), compositor austríac. Les seves òperes representen l'inici de l'òpera romàntica alemanya.
- Friedrich Kuhlau (1786 - 1832), compositor alemany, conegut com el "Beethoven de la flauta".
- Nicolas-Charles Bochsa (1789 - 1856), compositor francès conegut en l'actualitat pels seus estudis i exercicis per a l'arpa. Un dels més cèlebres arpistes del segle xix.
- Maria Agata Szymanowska (1789–1831)
- Ferdinand Hérold (1791–1833), compositor francès conegut avui en dia per l'obertura de l'òpera Zampa i pel ballet La fille mal gardée.
- Carl Czerny (1791 - 1857), compositor austríac conegut en l'actualitat pels seus estudis i exercicis de piano.
- Giacomo Meyerbeer (1791 - 1864), compositor alemany, un dels grans creadors de la Grand Opéra francesa.
- Gioacchino Rossini (1792 - 1868), compositor italià especialment conegut pel seu Il barbiere di Siviglia i les obertures d'algunes altres òperes.
- Franz Berwald (1796 - 1868), compositor suec, poc conegut en el seu temps i conegut en l'actualitat per les seves quatre simfonies.
- Carl Loewe (1796 - 1869), compositor alemany de lieder.
- Gaetano Donizetti (1797 - 1848), compositor italià conegut especialment per les seves òperes Lucia di Lammermoor i L'elisir d'amore.
- Franz Schubert (1797-1828), compositor austríac, reconegut com el primer compositor de lieder romàntic.
- Annette von Droste-Hülshoff (1797–1848)
- Joachim Nicolas Eggert (1779-1813)